# Alayotityus granma
Espèce
Alayotityus granma est une espèce de scorpions de la famille des Buthidae.

## Distribution
Cette espèce est endémique de la Province de Granma à Cuba. Elle se rencontre vers Niquero.

## Publication originale
- Armas, 1984 : « Escorpiones del archipiélago cubano. VII. Adiciones y enmiendas (Scorpiones: Buthidae,Diplocentridae). » Poeyana, no 275, p. 1-37.